# Großer Preis von Japan 2023
Der Große Preis von Japan 2023 (offiziell Formula 1 Lenovo Japanese Grand Prix 2023) fand am 24. September auf dem Suzuka International Racing Course in Suzuka statt und war das 16. Rennen der Formel-1-Weltmeisterschaft 2023.

## Bericht

### Hintergründe
Nach dem Großen Preis von Singapur führte Max Verstappen in der Fahrerwertung mit 151 Punkten vor Sergio Pérez und mit 194 Punkten vor Lewis Hamilton. In der Konstrukteurswertung führte Red Bull Racing mit 308 Punkten vor Mercedes und mit 332 Punkten vor Ferrari.
Pirelli stellte den Fahrern die Reifenmischungen C1 Hard (weiß), C2 Medium (gelb) und C3 Soft (rot) sowie Cinturato Intermediates (grün) und Cinturato Full-Wets (blau) für nasse Bedingungen zur Verfügung.
Die Teams Williams und McLaren traten wie in Singapur mit Sonderlackierungen an.
Liam Lawson vertrat weiterhin den verletzten Daniel Ricciardo bei AlphaTauri.
Im Rahmen des Grand Prix hatte Sebastian Vettel in Kooperation mit den zehn Teams in Kurve 2 mehrere Insektenhotels aufgebaut, um auf schwindende Biodiversität aufmerksam zu machen. Passend dazu wurden die Randsteine in dieser Kurve schwarz-gelb gefärbt, da Vettel Bienen als Botschafter für seine Aktion auswählte.
Lance Stroll (sieben), Pierre Gasly (fünf), George Russell, Hamilton (jeweils vier), Nico Hülkenberg, Yuki Tsunoda, Pérez (jeweils drei), Verstappen, Carlos Sainz jr., Lando Norris, Fernando Alonso, Zhou Guanyu, Logan Sargeant (jeweils zwei), Charles Leclerc und Alexander Albon (jeweils einer) gingen mit Strafpunkten ins Wochenende.
Mit Hamilton (fünfmal), Alonso (zweimal), Verstappen und Valtteri Bottas (jeweils einmal) traten vier ehemalige Sieger zu diesem Grand Prix an.
Als Rennkommissare für dieses Rennwochenende fungierten Gerd Ennser (DEU), Matteo Perini (ITA), Enrique Bernoldi (BRA) und Kazuhiro Tsuge (JPN).

### Training
Im ersten freien Training war Verstappen mit einer Zeit von 1:31,647 Minuten Schnellster vor Sainz jr. und Norris.
Im zweiten freien Training fuhr Verstappen mit 1:30,688 Minuten die schnellste Zeit vor Leclerc und Norris. Diese Session wurde zwei Minuten vor Schluss mit roter Flagge aufgrund eines Unfalls von Gasly abgebrochen.
Im dritten freien Training war Verstappen erneut Schnellster vor Norris und Oscar Piastri.

### Qualifying
Das Qualifying bestand aus drei Teilen mit einer Nettolaufzeit von 45 Minuten. Im ersten Qualifying-Segment (Q1) hatten die Fahrer 18 Minuten Zeit, um sich für das Rennen zu qualifizieren. Alle Fahrer, die im ersten Abschnitt eine Zeit erzielten, die maximal 107 Prozent der schnellsten Rundenzeit betrug, qualifizierten sich für den Grand Prix. Die besten 15 Fahrer erreichten den nächsten Qualifikationsabschnitt. Verstappen war Schnellster. Beide Alfa-Romeo-Piloten, Stroll, Hülkenberg und Sargeant, der in der Streckenbegrenzung verunfallte, schieden aus.
Der zweite Abschnitt (Q2) dauerte 15 Minuten. Die schnellsten zehn Piloten qualifizierten sich für den dritten Teil des Qualifyings. Leclerc war Schnellster. Lawson, beide Alpine-Piloten und Kevin Magnussen schieden aus.
Der letzte Abschnitt (Q3) ging über eine Zeit von zwölf Minuten, in denen die ersten zehn Startpositionen vergeben wurden. Verstappen erzielte mit einer Zeit von 1:28,877 Minuten die Bestzeit vor Piastri und Norris. Mit seiner neunten Pole-Position der Saison stellte er die bisherigen Rekorde von Nigel Mansell aus dem Jahr 1992 und von Vettel aus dem Jahr 2011 ein.

### Rennen
Nach seinem Unfall im ersten Qualifikationsabschnitt am Vortag bauten die Williams-Ingenieure das Auto von Sargeant neu auf. Da jedoch zu viele neue Ersatzteile verwendet wurden, die nicht von den Originalteilen stammten, galt das Auto als drittes Auto und Sargeant erhielt eine Zeitstrafe von zehn Sekunden, die er während des Rennens absitzen musste. Wegen der Änderungen am Auto unter Parc-fermé-Bedingungen musste er zudem aus der Boxengasse starten.
Verstappen wehrte sich zu Beginn des Rennens gegen die Angriffe der beiden McLaren-Piloten und blieb in Führung. Norris zog an Piastri vorbei und war Zweiter. Dahinter kam es zu einer Berührung zwischen Bottas und Albon, bei welcher sich Bottas seinen Frontflügel beschädigte und zur Reparatur an die Box musste. Auch Pérez musste in der 1. Runde bereits zum Frontflügelwechsel an die Box, da auch er in einen Startunfall verwickelt war. Zudem drängte er Hamilton fast von der Strecke, wodurch dieser ebenfalls einen kleinen Schaden an seinem Wagen erlitt, allerdings ohne Stopp weiterfahren konnte. Wegen der Trümmerteile auf der Strecke brachte die Rennleitung das Safety-Car auf die Strecke. Die Reihenfolge lautete Verstappen, Norris, Piastri, Leclerc, Sainz, Alonso, Hamilton und Russell.
Beim Restart setzte sich Verstappen erneut durch und zog davon. Dahinter kam es zu diversen Zweikämpfen. Alonso versuchte auf den weichen Reifen Sainz zu attackieren, konnte ihn allerdings nicht überholen. Sargeant verbremste sich in der 7. Runde und traf Bottas. Hierfür erhielt er eine zusätzliche 5-Sekunden-Strafe und Bottas musste in der Folge das Rennen aufgeben. Weiter vorne duellierten sich die beiden Mercedes. Russell überholte Hamilton überraschend vor der letzten Schikane, der Rekordweltmeister konterte allerdings direkt auf der Start-Ziel-Geraden und holte sich den siebten Platz zurück. Derweil bekam auch Pérez eine Strafe für ein verbotenes Überholmanöver gegen Alonso während der Safety-Car-Phase, welches vor seinem Boxenstopp stattfand.
In der 12. Runde kam von der Spitzengruppe dann Alonso zu seinem ersten Stopp und wechselte auf die harte Mischung. Nach einem Rempler gegen Magnussen in der 13. Runde in der Haarnadelkurve musste Pérez erneut mit einem beschädigten Frontflügel an die Box und bekam wieder eine 5-Sekunden-Strafe für die Kollision. In der nächsten Runde bekam er dann die Anweisung vom Team, das Auto abzustellen. Auch Stroll, Sargeant und Albon mussten ihre Boliden im Anschluss abstellen. Piastri stoppte in der 14. Runde und wechselte wie Alonso auf die harten Reifen. In Runde 17 folgte dann Verstappen, welcher auf den Medium-Reifen blieb und Hamilton, der die harte Mischung aufzog. Anschließend stoppten auch Norris, Leclerc und Sainz.
Die beiden Ferrari konnten im Anschluss Alonso überholen, während an der Spitze Verstappen an Russell vorbeiging, welcher noch nicht gestoppt hatte. Auf Verstappen folgten nun Piastri, der von einem VSC bei seinem Stopp profitierte, Norris, Leclerc und Sainz. In der 22. Runde konnte dann auch Hamilton Alonso für den siebten Platz überholen.
Russell wartete bis zur 25. Runde mit seinem Boxenstopp, welcher sein einziger bleiben sollte. Dieser kam hinter Hamilton auf die Strecke zurück.
Ein paar Runden später überließ Piastri nach Stallorder den zweiten Platz dem schnelleren Norris. Nach 29 Runden hatte Verstappen einen Vorsprung von 14 Sekunden vor Norris, 16,5 Sekunden vor Piastri, 20,5 Sekunden vor Leclerc und 22,5 Sekunden vor Sainz. In der 35. Runde stoppten sowohl Leclerc als auch Hamilton zum zweiten Mal. McLaren rief seine Fahrer anschließend an die Box, um sich gegen Ferraris Undercut zu verteidigen. Verstappen entschied sich in der 38. Runde für den Einsatz von Medium-Reifen bei seinem zweiten Stopp. Norris, der nun hinter dem Einstopper Russell lag, überholte diesen problemlos. Sainz ging erst in der 39. Runde an die Box und verlor damit die Position an Hamilton. In der Rangliste lag Verstappen weiterhin an der Spitze, gefolgt von Norris, Russell, Piastri, Leclerc, Hamilton und Sainz.
Einige Runden später kam der eigentlich bereits ausgeschiedene Pérez wieder ins Rennen, wurde sofort zur Box gerufen und verbüßte dann seine Strafe. Damit wollte Red Bull sicherstellen, dass die nicht verbüßte Strafe nicht in Form einer Startplatzstrafe auf den folgenden Großen Preis von Katar übertragen wird. Nach Verbüßung der Strafe schied Pérez wieder aus.
In der 42. Runde überholte Piastri dann Russell, drei Runden später, in der 2. Kurve, setzte sich Leclerc auf der Außenseite auch gegen den britischen Fahrer durch. Sowohl Hamilton als auch Sainz holten ebenfalls auf Russell auf. Mercedes ließen ihre beiden Piloten die Positionen tauschen, um Hamiltons Streckenposition vor dem Angriff des Ferrari-Fahrers zu schützen. Sainz konnte jedoch in der 35. Runde die Position von Russell übernehmen, auch wenn er vom DRS seines Teamkollegen unterstützt wurde. Der Spanier verfolgte im Anschluss Hamilton, konnte ihn aber nicht mehr angreifen.
Verstappen gewann schlussendlich das Rennen vor Norris und Piastri, der die erste Podestplatzierung seiner Karriere erzielte und zeitgleich der erste Rookie seit Stroll beim Großen Preis von Aserbaidschan 2017 und der erste Australier seit Ricciardo beim Großen Preis von Italien 2021 unter den ersten Drei war. Zusätzlich standen zum ersten Mal seit dem Großen Preis von Italien 2021 beide McLaren-Piloten auf dem Podium. Für Verstappen war es der 48. Sieg seiner Karriere, der 13. in dieser Saison sowie der zweite Erfolg beim Großen Preis von Japan nach 2022. Die restlichen Punkteplatzierungen belegten Leclerc, Hamilton, Sainz, Russell, Alonso, Ocon und Gasly. Pérez kam zum ersten Mal seit dem Großen Preis von Österreich 2022 nicht ins Ziel.
Verstappen erzielte zudem die schnellste Rennrunde und erhielt dafür einen zusätzlichen Punkt.
In der Fahrer- und Konstrukteurswertung blieben die ersten drei Positionen unverändert. Red Bull sicherte sich vorzeitig zum zweiten Mal in Folge und zum sechsten Mal insgesamt die Konstrukteursmeisterschaft, in der Fahrermeisterschaft kann nur noch Verstappen oder Pérez Weltmeister werden.

## Meldeliste
| Team                                  | Nr. | Fahrer           | Chassis                           | Motor                             | Reifen |
| ------------------------------------- | --- | ---------------- | --------------------------------- | --------------------------------- | ------ |
| Oracle Red Bull Racing                | 01  | Max Verstappen   | Red Bull Racing RB19              | Honda RBPTH001                    | P      |
| Oracle Red Bull Racing                | 11  | Sergio Pérez     | Red Bull Racing RB19              | Honda RBPTH001                    | P      |
| Scuderia Ferrari                      | 16  | Charles Leclerc  | Ferrari SF-23                     | Ferrari 066/10                    | P      |
| Scuderia Ferrari                      | 55  | Carlos Sainz jr. | Ferrari SF-23                     | Ferrari 066/10                    | P      |
| Mercedes-AMG Petronas F1 Team         | 63  | George Russell   | Mercedes-AMG F1 W14 E Performance | Mercedes-AMG F1 M14 E Performance | P      |
| Mercedes-AMG Petronas F1 Team         | 44  | Lewis Hamilton   | Mercedes-AMG F1 W14 E Performance | Mercedes-AMG F1 M14 E Performance | P      |
| BWT Alpine F1 Team                    | 31  | Esteban Ocon     | Alpine A523                       | Renault E-Tech RE23               | P      |
| BWT Alpine F1 Team                    | 10  | Pierre Gasly     | Alpine A523                       | Renault E-Tech RE23               | P      |
| McLaren F1 Team                       | 81  | Oscar Piastri    | McLaren MCL60                     | Mercedes-AMG F1 M14 E Performance | P      |
| McLaren F1 Team                       | 04  | Lando Norris     | McLaren MCL60                     | Mercedes-AMG F1 M14 E Performance | P      |
| Alfa Romeo F1 Team Stake              | 77  | Valtteri Bottas  | Alfa Romeo C43                    | Ferrari 066/10                    | P      |
| Alfa Romeo F1 Team Stake              | 24  | Zhou Guanyu      | Alfa Romeo C43                    | Ferrari 066/10                    | P      |
| Aston Martin Aramco Cognizant F1 Team | 18  | Lance Stroll     | Aston Martin AMR23                | Mercedes-AMG F1 M14 E Performance | P      |
| Aston Martin Aramco Cognizant F1 Team | 14  | Fernando Alonso  | Aston Martin AMR23                | Mercedes-AMG F1 M14 E Performance | P      |
| MoneyGram Haas F1 Team                | 20  | Kevin Magnussen  | Haas VF-23                        | Ferrari 066/10                    | P      |
| MoneyGram Haas F1 Team                | 27  | Nico Hülkenberg  | Haas VF-23                        | Ferrari 066/10                    | P      |
| Scuderia AlphaTauri                   | 40  | Liam Lawson      | AlphaTauri AT04                   | Honda RBPTH001                    | P      |
| Scuderia AlphaTauri                   | 22  | Yuki Tsunoda     | AlphaTauri AT04                   | Honda RBPTH001                    | P      |
| Williams Racing                       | 23  | Alexander Albon  | Williams FW45                     | Mercedes-AMG F1 M14 E Performance | P      |
| Williams Racing                       | 02  | Logan Sargeant   | Williams FW45                     | Mercedes-AMG F1 M14 E Performance | P      |

## Klassifikationen

### Qualifying
| Pos.                                                                      | Fahrer           | Konstrukteur                 | Q1         | Q2       | Q3       | Start |
| ------------------------------------------------------------------------- | ---------------- | ---------------------------- | ---------- | -------- | -------- | ----- |
| 01                                                                        | Max Verstappen   | Red Bull Racing-Honda RBPT   | 1:29,878   | 1:29,964 | 1:28,877 | 01    |
| 02                                                                        | Oscar Piastri    | McLaren-Mercedes             | 1:30,439   | 1:30,122 | 1:29,458 | 02    |
| 03                                                                        | Lando Norris     | McLaren-Mercedes             | 1:30,063   | 1:30,296 | 1:29,493 | 03    |
| 04                                                                        | Charles Leclerc  | Ferrari                      | 1:30,393   | 1:29,940 | 1:29,542 | 04    |
| 05                                                                        | Sergio Pérez     | Red Bull Racing-Honda RBPT   | 1:30,652   | 1:29,965 | 1:29,650 | 05    |
| 06                                                                        | Carlos Sainz jr. | Ferrari                      | 1:30,651   | 1:30,067 | 1:29,850 | 06    |
| 07                                                                        | Lewis Hamilton   | Mercedes                     | 1:30,811   | 1:30,040 | 1:29,908 | 07    |
| 08                                                                        | George Russell   | Mercedes                     | 1:30,811   | 1:30,268 | 1:30,219 | 08    |
| 09                                                                        | Yuki Tsunoda     | AlphaTauri-Honda RBPT        | 1:30,733   | 1:30,204 | 1:30,303 | 09    |
| 10                                                                        | Fernando Alonso  | Aston Martin Aramco-Mercedes | 1:30,971   | 1:30,465 | 1:30,560 | 10    |
| 11                                                                        | Liam Lawson      | AlphaTauri-Honda RBPT        | 1:30,425   | 1:30,508 | –        | 11    |
| 12                                                                        | Pierre Gasly     | Alpine-Renault               | 1:30,843   | 1:30,509 | –        | 12    |
| 13                                                                        | Alexander Albon  | Williams-Mercedes            | 1:30,941   | 1:30,537 | –        | 13    |
| 14                                                                        | Esteban Ocon     | Alpine-Renault               | 1:30,960   | 1:30,586 | –        | 14    |
| 15                                                                        | Kevin Magnussen  | Haas-Ferrari                 | 1:30,976   | 1:30,665 | –        | 15    |
| 16                                                                        | Valtteri Bottas  | Alfa Romeo-Ferrari           | 1:31,049   | –        | –        | 16    |
| 17                                                                        | Lance Stroll     | Aston Martin Aramco-Mercedes | 1:31,181   | –        | –        | 17    |
| 18                                                                        | Nico Hülkenberg  | Haas-Ferrari                 | 1:31,299   | –        | –        | 18    |
| 19                                                                        | Zhou Guanyu      | Alfa Romeo-Ferrari           | 1:31,398   | –        | –        | 19    |
| 107-Prozent-Zeit: 1:36,169 min (bezogen auf Q1-Bestzeit von 1:31,991 min) |                  |                              |            |          |          |       |
| 20                                                                        | Logan Sargeant   | Williams-Mercedes            | keine Zeit | –        | –        | Box   |

Anmerkungen
1. ↑  Sargeant konnte im Qualifying keine Zeit aufgrund seines Unfalls fahren. Er durfte nach der Entscheidung der Sportkommissare an Rennen teilnehmen. Anschließend musste er das Rennen aus der Boxengasse starten, da die neuen Teile während des Parc Fermé mit anderen Spezifikationen als den ursprünglich verwendeten ausgetauscht wurden. Er erhielt außerdem eine Zeitstrafe von zehn Sekunden, da seine Mechaniker ein neues Chassis zusammenbauten.

### Rennen
| Pos.                                                             | Fahrer           | Konstrukteur                 | Runden | Stopps | Zeit        | Start | Schnellste Runde |
| ---------------------------------------------------------------- | ---------------- | ---------------------------- | ------ | ------ | ----------- | ----- | ---------------- |
| 01                                                               | Max Verstappen   | Red Bull Racing-Honda RBPT   | 53     | 2      | 1:30:58,421 | 01    | 1:34,183 (39.)   |
| 02                                                               | Lando Norris     | McLaren-Mercedes             | 53     | 2      | + 19,387    | 03    | 1:35,247 (40.)   |
| 03                                                               | Oscar Piastri    | McLaren-Mercedes             | 53     | 2      | + 36,494    | 02    | 1:36,328 (38.)   |
| 04                                                               | Charles Leclerc  | Ferrari                      | 53     | 2      | + 43,988    | 04    | 1:36,362 (40.)   |
| 05                                                               | Lewis Hamilton   | Mercedes                     | 53     | 2      | + 49,376    | 07    | 1:35,611 (36.)   |
| 06                                                               | Carlos Sainz jr. | Ferrari                      | 53     | 2      | + 50,221    | 06    | 1:36,187 (40.)   |
| 07                                                               | George Russell   | Mercedes                     | 53     | 1      | + 57,659    | 08    | 1:37,653 (27.)   |
| 08                                                               | Fernando Alonso  | Aston Martin Aramco-Mercedes | 53     | 2      | + 1:14,725  | 10    | 1:37,203 (28.)   |
| 09                                                               | Esteban Ocon     | Alpine-Renault               | 53     | 2      | + 1:19,678  | 14    | 1:37,398 (34.)   |
| 10                                                               | Pierre Gasly     | Alpine-Renault               | 53     | 2      | + 1:23,155  | 12    | 1:36,371 (36.)   |
| 11                                                               | Liam Lawson      | AlphaTauri-Honda RBPT        | 52     | 2      | + 1 Runde   | 11    | 1:38,267 (50.)   |
| 12                                                               | Yuki Tsunoda     | AlphaTauri-Honda RBPT        | 52     | 2      | + 1 Runde   | 09    | 1:37,768 (36.)   |
| 13                                                               | Zhou Guanyu      | Alfa Romeo-Ferrari           | 52     | 2      | + 1 Runde   | 19    | 1:37,791 (45.)   |
| 14                                                               | Nico Hülkenberg  | Haas-Ferrari                 | 52     | 2      | + 1 Runde   | 18    | 1:37,250 (44.)   |
| 15                                                               | Kevin Magnussen  | Haas-Ferrari                 | 52     | 2      | + 1 Runde   | 15    | 1:37,842 (41.)   |
| –                                                                | Alexander Albon  | Williams-Mercedes            | 26     | 1      | DNF         | 13    | 1:39,185 (15.)   |
| –                                                                | Logan Sargeant   | Williams-Mercedes            | 22     | 1      | DNF         | Box   | 1:38,848 (07.)   |
| –                                                                | Lance Stroll     | Aston Martin Aramco-Mercedes | 20     | 1      | DNF         | 17    | 1:39,050 (16.)   |
| –                                                                | Sergio Pérez     | Red Bull Racing-Honda RBPT   | 15     | 2      | DNF         | 05    | 1:39,704 (08.)   |
| –                                                                | Valtteri Bottas  | Alfa Romeo-Ferrari           | 7      | 1      | DNF         | 16    | 2:02,755 (05.)   |
| Fahrer des Tages: Oscar Piastri (28,2 % der abgegebenen Stimmen) |                  |                              |        |        |             |       |                  |

## WM-Stände nach dem Rennen
Die ersten zehn des Rennens bekamen 25, 18, 15, 12, 10, 8, 6, 4, 2 bzw. 1 Punkt(e). Zusätzlich wurde ein Punkt für die schnellste Rennrunde vergeben, da der betreffende Fahrer unter den ersten Zehn ins Ziel kam.

### Fahrerwertung
| Pos. | Fahrer           | Konstrukteur                 | Punkte |
| ---- | ---------------- | ---------------------------- | ------ |
| 01   | Max Verstappen   | Red Bull Racing-Honda RBPT   | 400    |
| 02   | Sergio Pérez     | Red Bull Racing-Honda RBPT   | 223    |
| 03   | Lewis Hamilton   | Mercedes                     | 190    |
| 04   | Fernando Alonso  | Aston Martin Aramco-Mercedes | 174    |
| 05   | Carlos Sainz jr. | Ferrari                      | 150    |
| 06   | Charles Leclerc  | Ferrari                      | 135    |
| 07   | Lando Norris     | McLaren-Mercedes             | 115    |
| 08   | George Russell   | Mercedes                     | 115    |
| 09   | Oscar Piastri    | McLaren-Mercedes             | 57     |
| 10   | Lance Stroll     | Aston Martin Aramco-Mercedes | 47     |
| 11   | Pierre Gasly     | Alpine-Renault               | 46     |

| Pos. | Fahrer           | Konstrukteur          | Punkte |
| ---- | ---------------- | --------------------- | ------ |
| 12   | Esteban Ocon     | Alpine-Renault        | 38     |
| 13   | Alexander Albon  | Williams-Mercedes     | 21     |
| 14   | Nico Hülkenberg  | Haas-Ferrari          | 9      |
| 15   | Valtteri Bottas  | Alfa Romeo-Ferrari    | 6      |
| 16   | Zhou Guanyu      | Alfa Romeo-Ferrari    | 4      |
| 17   | Yuki Tsunoda     | AlphaTauri-Honda RBPT | 3      |
| 18   | Kevin Magnussen  | Haas-Ferrari          | 3      |
| 19   | Liam Lawson      | AlphaTauri-Honda RBPT | 2      |
| 20   | Logan Sargeant   | Williams-Mercedes     | 0      |
| 21   | Nyck de Vries    | AlphaTauri-Honda RBPT | 0      |
| 22   | Daniel Ricciardo | AlphaTauri-Honda RBPT | 0      |

### Konstrukteurswertung
| Pos. | Konstrukteur                 | Punkte |
| ---- | ---------------------------- | ------ |
| 01   | Red Bull Racing-Honda RBPT   | 623    |
| 02   | Mercedes                     | 305    |
| 03   | Ferrari                      | 285    |
| 04   | Aston Martin Aramco-Mercedes | 221    |
| 05   | McLaren-Mercedes             | 172    |

| Pos. | Konstrukteur          | Punkte |
| ---- | --------------------- | ------ |
| 06   | Alpine-Renault        | 84     |
| 07   | Williams-Mercedes     | 21     |
| 08   | Haas-Ferrari          | 12     |
| 09   | Alfa Romeo-Ferrari    | 10     |
| 10   | AlphaTauri-Honda RBPT | 5      |